# 搏命单刀夺命枪
《搏命单刀夺命枪》（英語：Odd Couple）是1979年刘家荣执导的香港電影，由洪金宝、劉家榮等領銜主演。该电影主演讲述两个亦敌亦友的格斗家与他们的徒弟发生的故事。

## 劇情簡介
有一个使用刀的格斗家和一个使用枪的格斗家，二人亦敌亦友，总是在相互切磋，并且谁也不愿意率先认输。
随后又过了一段时间，可能是因为年事已高，导致他们被之前的手下败将击败，并且二人一起死在了之前被他们击败的人的手上。
而后他们的徒弟经过努力，终于击败了这个杀死他们师傅的人。
随后，他们又和他们的师傅一样，成为了亦敌亦友的同伴。

## 演员
- 洪金宝
- 火星
- 梁家仁
- 石天
- 麦嘉
- 林正英
- 刘准
- 文秀
- 刘家荣
- 李海生[5]

## 備註
1. ↑  陈墨. . 中国电影出版社. 2005. ISBN 7106023787.
2. ↑  许乐. . 中国电影出版社. 2009. ISBN 710602998X.
3. ↑  陈墨. . 中国电影出版社. 1996. ISBN 7106011681.
4. ↑  何江西. . 广西师范大学出版社. 2007  [2022-01-12]. ISBN 978-7-5633-6512-8. （原始内容存档于2022-04-06） （中文）.
5. ↑  .   [2022-01-12]. （原始内容存档于2021-07-11）.

## 相關連結
- 互联网电影数据库（IMDb）上《搏命单刀夺命枪》的资料（英文）
- 豆瓣电影上《搏命单刀夺命枪》的資料 （简体中文）
- 香港影庫上《搏命单刀夺命枪》的資料（繁體中文）
- 烂番茄链接 （页面存档备份，存于）